# NFL sezona 1930.
NFL sezona 1930. je 11. po redu sezona nacionalne lige američkog nogometa.
U sezoni 1930. se natjecalo 11 momčadi. U ligu ulaze Portsmouth Spartansi, a iz lige odlaze Buffalo Bisonsi i Boston Bulldogsi. Orange Tornadoesi sele u Newark, a Dayton Trianglesi postaju Brooklyn Dodgersi. Sezona je počela 14. rujna, a završila je 14. prosinca 1930. Prvacima je drugi put zaredom proglašena momčad Green Bay Packersa.

## Poredak na kraju sezone
| Momčad                   | Pob | Por | Ner | %    |
| ------------------------ | --- | --- | --- | ---- |
| Green Bay Packers*       | 10  | 3   | 1   | 76,9 |
| New York Giants          | 13  | 4   | 0   | 76,5 |
| Chicago Bears            | 9   | 4   | 1   | 69,2 |
| Brooklyn Dodgers         | 7   | 4   | 1   | 63,6 |
| Providence Steam Roller  | 6   | 4   | 1   | 60,0 |
| Staten Island Stapletons | 5   | 5   | 2   | 50,0 |
| Chicago Cardinals        | 5   | 6   | 2   | 45,5 |
| Portsmouth Spartans      | 5   | 6   | 3   | 45,5 |
| Frankford Yellow Jackets | 4   | 13  | 1   | 22,2 |
| Minneapolis Red Jackets  | 1   | 7   | 1   | 12,5 |
| Newark Tornadoes         | 1   | 10  | 1   | 9,1  |

Napomena: * - proglašeni prvacima, % - postotak pobjeda

## Vanjske poveznice
- Pro-Football-Reference.com, statistika sezone 1930. u NFL-u